# Antonia Arnold
Antonia Arnold (* 5. Mai 1922 in Steyr, Oberösterreich; † 21. Dezember 2007 in München) war eine deutsche Schriftstellerin.

## Leben
Arnold lebte in München. In den Sechziger- und Siebzigerjahren veröffentlichte sie eine Reihe von erfolgreichen Romanen und Erzählungen für Kinder und Jugendliche.

## Werke
- Annelis heimlicher Traum, München 1961
- Junges Herz mit großen Wünschen, München 1961
- Franziska ist großartig, München 1963
- Verzauberter April, München 1963
- Stupsi und Monika, München 1965
- Meiki will nicht feige sein, München 1966
- Sommer in der Steiermark, München 1966
- Tapfere Mädchen am Elk River, München 1967
- Wilde Rosen am Elk River, München 1967
- Peter und der Klassengeist, München 1968
- Schuld an allem war die 6, München 1968
- Wo ist Pirol II, München 1968
- Zauberei auf Forchtenstein, München 1968
- Immer Ärger mit Angelo, München 1969
- Morgen kommt Ricki, München [u. a.] 1969
- Fremder Stern in unserer Stadt, München [u. a.] 1970
- Sensation in Haselbach, München 1970
- Wetterhexe 11 ruft, München 1970
- Flori und der Angeber, München 1971
- Ganki im Zauberwald, München [u. a.] 1971
- Gankis neue Abenteuer, München [u. a.] 1971
- Der Kasperl als Tankwart, München 1971
- Jim und Jenny im Wilden Westen, München 1972
- Kasperl reist nach Saxendix, München 1972
- Mikosch, der kleine Zauberesel, München [u. a.] 1972
- Träumereien mit vierzehn, München [u. a.] 1973
- Karolin Knöpfchen, München [u. a.] 1974
- Mathilda ist verschwunden und andere Geschichten, München 1974

| Personendaten    | Personendaten             |
| ---------------- | ------------------------- |
| NAME             | Arnold, Antonia           |
| KURZBESCHREIBUNG | deutsche Schriftstellerin |
| GEBURTSDATUM     | 5. Mai 1922               |
| GEBURTSORT       | Steyr, Oberösterreich     |
| STERBEDATUM      | 21. Dezember 2007         |
| STERBEORT        | München                   |